# Лукачовце (Хумење)
Лукачовце (слч. Lukačovce) насељено је мјесто са административним статусом сеоске општине (слч. obec) у округу Хумење, у Прешовском крају, Словачка Република.

## Становништво
| Година:    | 1994. | 2004.   | 2014.   | 2024.   |
| ---------- | ----- | ------- | ------- | ------- |
| Број људи: | 502   | 507     | 465     | 443     |
| Разлика:   |       | +0,99 % | -8,28 % | -4,73 % |

| Година:    | 2023. | 2024.   |
| ---------- | ----- | ------- |
| Број људи: | 450   | 443     |
| Разлика:   |       | -1,55 % |

Према подацима о броју становника из 2024. године насеље је имало 443 становника.